# Murciélagos FC
Der Murciélagos FC ist ein Fußballverein aus Guamúchil im mexikanischen Bundesstaat Sinaloa.

## Geschichte
Das Franchise wurde 2008 ins Leben gerufen, als die drittklassige Segunda División umstrukturiert wurde. Die Mannschaft startete unter der Bezeichnung Deportivo Guamúchil FC in der Staffel Nordwest der neu kreierten Liga de Nuevos Talentos und beendete ihre Eröffnungsspielzeit in der Apertura 2008 mit der Bilanz von zwei Siegen, drei Remis und sechs Niederlagen auf dem vorletzten Platz, während die Clausura 2009 mit der ausgeglichenen Bilanz von jeweils vier Siegen und Niederlagen sowie drei Remis auf dem siebten Rang beendet wurde.
Für die kommende Saison 2009/10 wechselte Guamúchil in die Liga Premier de Ascenso, wo sie der Gruppe Nord zugeordnet war. Die Apertura 2009 wurde auch dem neunten und die Clausura 2010 auf dem achten Rang beendet. Die beiden Spielzeiten der folgenden Saison 2010/11 endeten jeweils auf Platz sieben.
Zur Saison 2011/12 änderte der Verein seinen Namen in Murciélagos FC (dt. FC Fledermäuse), unter dem er mit dem Gewinn der Apertura 2012 auch seinen bisher größten Erfolg feierte. Nach einem 1:1 im ausverkauften Finalhinspiel im heimischen Coloso del Dique vor 5.000 Zuschauern gegen Deportivo Tepic gelang den „Fledermäusen“ im Rückspiel ein 2:1-Auswärtssieg und damit der erste Titelgewinn. Im Aufstiegsfinale zur zweitklassigen Ascenso MX unterlag Murciélagos gegen Galeana de Morelos.
Im Sommer 2015 gelang die Qualifikation zur zweiten Liga auf dem ökonomischen Weg, als der Verein die Zweitligalizenz des wirtschaftlich angeschlagenen CD Irapuato erwarb, so dass er seit der Saison 2015/16 in der Ascenso MX vertreten ist.